# ベン・ホーガン
ベン・ホーガン（Ben Hogan、1912年8月13日 - 1997年7月25日）は、アメリカ合衆国テキサス州ダブリン出身のプロゴルファーである。11歳から地元テキサスにあるグレンガーデン・カントリークラブにてキャディを始め、1931年に19歳でプロゴルファーとなった。
ホーガンはその現役時代における最強のゴルファーで、かつ、ゴルフ史を通じても屈指のプレーヤーに数えることができるというのが、彼に対する大方の評価である（まず間違いなく史上最高の選手であると評価する声すらある）。
鋭い眼光から「The Hawk （鷹）」、透徹冷静なプレイスタイルから「Ice man（アイスマン）」、ベン・クレンショウらと区別して「Big Ben（ビッグ・ベン）」などの異名をもつホーガンは、確かなゴルフの技術に裏打ちされた強固な意志と果敢な決断力を持っていたため、しばしば対戦相手を身動きできないほどに畏縮させたと伝えられる。また、ホーガンは競技中、ほとんど言葉を発することがなかったともいわれる。

## 略歴
身長5フィート7インチ(約170 cm)、体重140ポンド（64 kg）と ゴルファーとしては決して体格に恵まれなかったが、ドライバーの飛距離は出る方で、プロになりたての頃はドライビング・コンテストにも出場していた。1938年から1959年の間、ホーガンの選手生活は第二次世界大戦や致命的とも思われた自動車事故で中断されたにもかかわらず、プロゴルフのトーナメントで64勝を達成している。
また、ホーガンは右打ちだったが本来は左利きで少年時代に右打ちに直したものだという話がメディアなどで語られることがあるが（自身の著書『Five Lessons』の中でも同様の話を披露している）、ただしホーガン自身は晩年の1987年の米国ゴルフマガジン社とのインタビューの中で、生まれつきの左利きという説を明確に否定している。自分は右利きだが最初に与えられたクラブが左利き用だったので最初は左打ちで練習していただけだと語っている。ホーガンには打法を含めて様々なミステリーがあるがホーガン自身がとりわけ現役時代、無口な上に、しばしば質問に対して答えをはぐらかしたりミスリードすることがあり、そうした言動が謎を生じさせていた。しかし、このインタビューは最晩年の動画インタビューであり、彼自身の生の声で語られただけに真実性が高いと思われる。
1948年のみで、ホーガンはトーナメント10勝を稼いだ。しかし、翌1949年2月2日、37歳0ヶ月で拳銃自殺した父チェスターの誕生日の64年0日後に、36歳5ヶ月のベンを悲劇が襲う。自動車を運転中、バスとの正面衝突により瀕死の重傷を負ったのである。骨盤の複雑骨折、鎖骨、左足の踝、肋骨の各骨折に加え、身体各所に血栓ができ、彼は生涯にわたって循環器系を始めその他肉体的な制約を背負うことになる。当時の主治医は、競技ゴルフに参加することはもちろん、2度と歩くことすらできないのではとの診断を行った。
この1949年の事故の前には、ホーガンは当時のゴルフ界を支配する選手といっても過言ではなかったにもかかわらず、おせじにも観客たちの心を捉えて離さないような人気プレーヤーとはいえなかった。これは、おそらく彼がコース上で、どこか冷徹で、超然とした人柄に見えたせいである。しかし、交通事故の際、ホーガンは妻のバレリー（バル）を救うため、咄嗟に妻の膝の上に体を倒し、身を挺して守ったことが周知されると、ホーガンに対する評価は一変した。
1950年のロサンゼルス・オープン大会において、ホーガンが事故のわずか11ヶ月後にトーナメントに復活を果たし、しかもプレーオフでサム・スニードに敗れはしたものの第2位の成績を収めた。
当時の高名なスポーツ記者、グラントランド・ライスは、この大会でホーガンが2位に終わったことを「彼は負けたのではない。彼の強烈な気力を支えられるほど、彼の両脚は強くなかったのだ」と評した。
しかしながら、ホーガンは、これら評論家達の声を尻目に、復活からわずか5ヵ月後にメリオン・カントリークラブ18番ホールのプレーオフでロイド・マングラムとジョージ・ファジオを下し、自身2度目となる全米オープン優勝を達成した。また、この後もホーガンは、事故で痛めた片足を引きずりながらも、6つのメジャー大会を含むプロゴルフツアー (PGA) 12勝を達成している。
1953年に第17回マスターズ、第53回全米オープン（オークモント、選手と観衆を隔てるロープが初めて導入された大会）、第82回全英オープン（カーヌスティ）でゴルフ史上初のメジャー大会年間3冠を達成。この年出場したメジャー大会すべてで勝利を挙げるという快挙でもあった。当時のスケジュールでは全米プロゴルフ選手権最終日は全英オープン会期中に設定されたため両方に出場するのは不可能であり、しかも全米プロゴルフ選手権はマッチプレイ形式で1週間ほぼ連日36ホールを戦わねばならず、ホーガンは肉体的負担などを考慮して、キャリアで一度だけ全英オープンを選択して出場したと推測される。全英オープンでは、ディフェンディングチャンピオンのボビー・ロック、後に全英を五度制覇したピーター・トムソン、ロベルト・デ・ビセンゾ、ダイ・リースらの挑戦を退け、最終日には全英オープンコースレコードを68と更新し、2位に4打差で優勝した。全英オープン初優勝を果たして帰国すると、ニューヨークで紙吹雪の舞う凱旋パレードで迎えられた。同年にはトッププロスポーツ選手としてヒコック・ベルト（Hickok Belt, 1950年から1976年まで存在した年間最優秀プロスポーツ選手賞）を授与された。
引退後は、ゴルフ・クラブ製造会社（その後、キャロウェイ社（Callaway Golf Company）が保有）を創立した。今日でも、彼の名前を冠したゴルフクラブは数多く製造、使用されている（2015年から新製品のリリースを再開）。一方、ホーガンが60代後半になるまで、シニアツアーは創設されなかったために、彼はこのツアーには参戦していない。晩年はアルツハイマー病に悩み、1997年7月25日に84歳で逝去した。

## ホーガンのスイング理論
ホーガンは、同時代のゴルファーの中でも飛びぬけて練習熱心な選手であったことが知られている。ホーガンは、人間のゴルフスイングは「不純物にまみれて（in the dirt）」おり、ゆえに、たくさんボールを打ってこれを洗練されたものにすることが肝要であると考えていた。
駆け出しの頃は、フック（右打ちの場合、打ったボールが大きく左側に曲がってしまうこと）に悩まされたが、自らのスイングを半ば自動的に行うための「秘訣」を開発した。この「秘訣」は1955年に雑誌「ライフ」の記事として紹介されたが、多くの読者はホーガンがその秘訣のすべてを明らかにしたとは信じなかった。
ホーガンの信じた打撃理論は、堅固で反復可能なゴルフスイングは欠くことのできないわずかな要素から構成されるもので、この要素を正しく、そして継続して行うことが、すなわちスイングの要諦であるというものである。
ホーガンの著作『Five Lessons, Modern Fundamentals of Golf』（日本語訳版『モダン・ゴルフ』）は、最も多くのゴルファーに読まれたゴルフの手引書と評価する向きもあり、しばしば現代の「スイング理論の教祖」と呼ばれる者から剽窃されることさえある。この著書は、彼の全盛期過ぎに書かれた物であるが、ゴルフスイングのメカニズムについて、彼の熟練度と明瞭な知見を余すことなく伝えている。

## プロ優勝歴

### PGAツアー優勝 (64)
- 1938 (1) ハーシー・フォアボール (with Vic Ghezzi)
- 1940 (4) North and South Open, Greater Greensboro Open, Asheville Land of the Sky Open, Goodall Palm Beach Round Robin
- 1941 (5) Asheville Open, Chicago Open, Hershey Open, Miami Biltmore International Four-Ball (with ジーン・サラゼン), Inverness Invitational Four-Ball (with ジミー・デマレー)
- 1942 (6) ロサンゼルス・オープン, San Francisco Open, North and South Open, Asheville Land of the Sky Open, Hale America Open, Rochester Open
- 1945 (5) Nashville Invitational, Portland Open Invitational, Richmond Invitational, Montgomery Invitational, Orlando Open
- 1946 (13) フェニックス・オープン, San Antonio Texas Open, St. Petersburg Open, Miami International Four-Ball (with ジミー・デマレー), Colonial National Invitation, ウェスタン・オープン, Goodall Round Robin, Inverness Invitational Four-Ball (with ジミー・デマレー), Winnipeg Open, 全米プロ, Golden State Open, Dallas Invitational, North and South Open
- 1947 (7) ロサンゼルス・オープン,フェニックス・オープン, Colonial National Invitation, Chicago Victory Open, World Championship of Golf, Miami International Four-Ball (with ジミー・デマレー), Inverness Invitational Four-Ball (with ジミー・デマレー)
- 1948 (10) Los Angeles Open, 全米プロ, 全米オープン, Inverness Invitational Four-Ball (with ジミー・デマレー), Motor City Open, Reading Open, Western Open, Denver Open, Reno Open, Glendale Open
- 1949 (2) Bing Crosby Pro-Am, Long Beach Open
- 1950 (1) 全米オープン
- 1951 (3) マスターズ, 全米オープン, World Championship of Golf
- 1952 (1) Colonial National Invitation
- 1953 (5) マスターズ, Pan American Open, Colonial National Invitation, 全米オープン, 全英オープン
- 1959 (1) Colonial National Invitation

太字はメジャー大会優勝